# Marília
Marília város Brazíliában, São Paulo államban. Lakosainak száma 240 590 fő (2020. július 1.). Marília Oriente, Júlio Mesquita, Campos Novos Paulista, Pompeia, Guaimbê, Getulina, Ocauçu, Vera Cruz, São Paulo, Álvaro de Carvalho és Echaporã községekkel határos.

## Népesség
A település népességének változása:
| Lakosok száma | 197 342 | 216 745 | 232 006 | 240 590 | 237 627 |
|               | 2000    | 2010    | 2015    | 2020    | 2022    |